# Hexe (Automarke)
Hexe war eine Automarke, unter der der Dampfmaschinen- und Schiffsmotorenhersteller Achenbach & Co. in Hamburg zwischen 1905 und 1907 Automobile aus eigener Fertigung vertrieb, die in Lizenz des belgischen Nagant gebaut wurden. Achenbach war ab 1902 als Importeur US-amerikanischer Locomobile-Automobile aufgetreten.

## Beschreibung
Zunächst wurden ein Zweizylindermodell 9/10 PS und zwei Vierzylindermodelle (14/16 PS und 20/24 PS) angeboten. Ab 1906 entfielen die beiden kleineren Modelle und die Vierzylindermodelle hießen 18/20 PS, 24/30 PS und 40/45 PS. Dazu kam das Sechszylindermodell 30/35 PS. Alle Wagen bis auf das größte Modell waren mit Kardanwellen ausgestattet. Die Motoren, die bis auf den Sechszylinder als Blockmotoren mit je zwei zusammengegossenen Zylindern ausgeführt waren, besaßen eine Blechverkleidung unten, die sie vor Straßenschmutz und Beschädigung schützte. Der Sechszylinder hatte einzeln gegossene Zylinder und ein Kurbelgehäuse aus Leichtmetall. Das große Vierzylindermodell besaß ein Vierganggetriebe, während die kleineren Ausführungen sich mit drei Gängen begnügen mussten.
1908 gab Achenbach die Fertigung eigener Automobile auf und importierte stattdessen Nagant-Wagen nach Deutschland.
Eine andere Quelle gibt den Produktionszeitraum mit 1905 bis 1907 an und bestätigt für 1905 die Modelle 9/10 PS, 14/16 PS und 20/24 PS.

## Modelle
Alle Fahrzeuge waren als Doppelphaeton, Landaulet oder Limousine erhältlich.
| Modell   | Bauzeitraum | Zylinder | Hubraum  | Leistung        | Radstand |
| -------- | ----------- | -------- | -------- | --------------- | -------- |
| 9/10 PS  | 1905–1906   | 2 Reihe  |          | 10 PS (7,4 kW)  |          |
| 14/16 PS | 1905–1906   | 4 Reihe  |          | 16 PS (11,8 kW) |          |
| 20/24 PS | 1905–1906   | 4 Reihe  |          | 24 PS (17,6 kW) |          |
| 18/20 PS | 1906–1907   | 4 Reihe  |          | 22 PS (16,1 kW) |          |
| 24/30 PS | 1906–1907   | 4 Reihe  |          | 32 PS (23,5 kW) | 3200 mm  |
| 30/35 PS | 1906–1907   | 6 Reihe  | 6126 cm³ | 40 PS (29 kW)   | 3280 mm  |
| 40/50 PS | 1906–1907   | 4 Reihe  |          | 55 PS (40 kW)   |          |